# Pachymantis bicingulata
Pachymantis bicingulata es una especie de mantis de la familia Hymenopodidae.

## Distribución geográfica
Se encuentra en Malasia, Sumatra, Java y Borneo.